# ألبرت غولدمان (كاتب سير)
ألبرت غولدمان (بالإنجليزية: Albert Goldman)‏ هو كاتب سير أمريكي، ولد في 15 أبريل 1927 في Dormont, Pennsylvania ‏ في الولايات المتحدة، وتوفي في 28 مارس 1994.